# Mendozania
Mendozania là một chi bướm đêm thuộc họ Noctuidae.